# Mukim

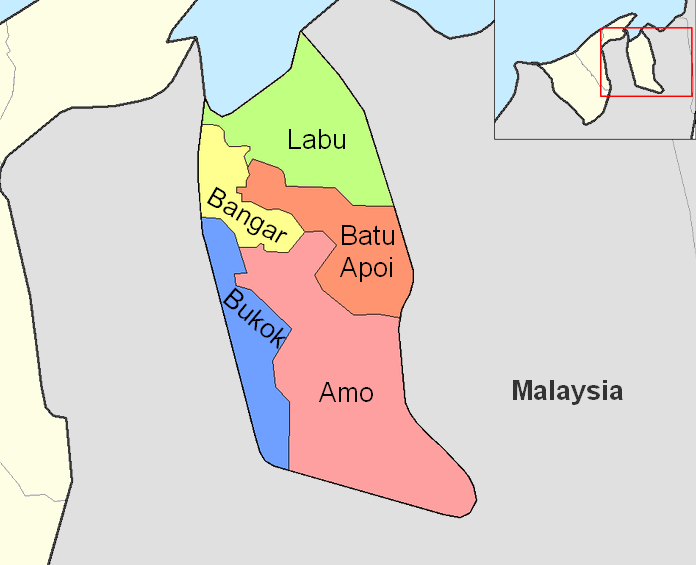
Mukims du district de Temburong, une exclave de Brunei, en Malaisie.

Un mukim est une subdivision territoriale, et c'est un terme utilisé à Brunei et Singapour, ainsi qu'en Indonésie et en Malaisie. Mukim est un emprunt de l'anglais, lui-même emprunt de l'arabe مقيم signifiant résident.

## Brunei
À Brunei, un mukim est la subdivision d'un district, chaque mukim comprenant plusieurs kampungs et étant dirigé par un penghulu (en).
Il y a 26 mukims à Brunei

## Indonésie
En Indonésie, mukim signifie "endroit ou rester" ou "celui qui reste", permukiman faisant plutôt référence à une colonie. En tant que division territoriale, mukim n'est employé que dans la province d'Aceh en tant que subdivision d'un district.

## Malaisie
En Malaisie, un mukim peut être une subdivision territoriale d'une daerah (district) ou une subdivision d'un sous-district autonome (daerah kecil) selon la section 11(c) du Code foncier national de 1965.
Le Territoire fédéral de Putrajaya n'est pas divisé en mukims mais en presints (anglais : precincts).
L'état de Perlis, à cause de sa petite taille, n'a pas été divisé en daerahs, mais en mukims.
Dans le Kelantan, un daerah est ce qui est un mukim dans les autres états.

## Singapour
À Singapour, un mukim est une division statistique.